# Moni Nilsson
Moni Helena Nilsson, född 24 februari 1955 i Brännkyrka, är en svensk författare. Hon har även skrivit böcker som Moni Nilsson-Brännström, vilket var hennes namn fram till 2005.

## Biografi
Nilsson är uppvuxen på Kungsholmen i Stockholm.
Hon är främst känd för de fem böckerna om pojken som heter Tsatsiki, som finns översätta  till cirka 20 språk. Tre filmer har spelats in om karaktären Tsatsiki: Tsatsiki, morsan och polisen (1999), Tsatsiki – vänner för alltid (2001), och Tsatsiki, farsan och olivkriget (2015).  
Nilsson-Brännström satt tidigare på stol nr 17 i Svenska barnboksakademien. Hon var initiativtagare till det omtalade barnkulturprojektet Palatset i Stockholm.